# Селлозавр
Селлозавр (Sellosaurus gracilis) — прозауропод з норію Німеччини. Мешкав у тріасових європейських пустелях.
Ім'я дав фон Хюне в 1908 році. Відомий за більш ніж 20 скелетами, причому три з них з черепами.

## Етимологія
Назва походить від лат. sella «стілець, крісло, сідло» і дав.-гр. σαῦρος «ящір».

## Опис
Селлозавр є типовим прозауроподом. Задні кінцівки довші та потужніші за передні. Хвостові хребці сідлоподібної форми. Можливо, предок пізнішого анхізавра, але це важко з'ясувати.
Спочатку назва «селлозавр» стосувалася до двох інших динозаврів — Efraasia diagnostica і Plateosaurus gracilis. Але австралійський палеонтолог Адам Йетс в 2002 році встановив, що це різні тварини.
Через об'ємисте черево селлозавру було зручніше пересуватися на чотирьох кінцівках, але він міг підійматися і на задні, використовуючи як опору свій довгий хвіст, щоб дотягнуться до гілок. Пилоподібними зубами він, немов скребком, зчищав листя з гілок. Завдяки особливій будові щік корм не вивалювався з пащі під час жування.